# Pedro Cristiano Feddersen
Pedro Cristiano Feddersen, nome aportuguesado de Peter Christian Feddersen (Tondern, Schleswig-Holstein, atualmente Dinamarca, 5 de outubro de 1857 — Blumenau, 22 de junho de 1947) foi um político teuto-brasileiro.
Foi deputado à Assembleia Legislativa de Santa Catarina na 3ª legislatura (1898 — 1900), na 4ª legislatura (1901 — 1903), na 8ª legislatura (1913 — 1915), na 11ª legislatura (1922 — 1924), na 12ª legislatura (1925 — 1927), e na 13ª legislatura (1928 — 1930).
No grande "Livro dos Imigrantes" do Dr. Blumenau consta, sob o Nr. 10326, inscrito aos 22 de setembro de 1879: Feddersen, Peter Christian, 22 anos, lavrador, natural de Tondern, vapor Horrax de Antuérpia ao Rio de Janeiro.